# Dunedin
Dunedin [dəˈniːdɨn], offizielle Bezeichnung: Dunedin City, auf Maori Ōtepoti, ist die zweitgrößte Stadt der Südinsel Neuseelands und der Verwaltungssitz der Region Otago.
Dunedin ist seit 1869 Sitz des römisch-katholischen Bistums Dunedin und Standort seiner St Joseph’s Cathedral.

## Namensherkunft
Der Name Dunedin stellt die anglisierte Form des schottisch-gälischen Namens Dùn Èideann für die schottische Stadt Edinburgh dar und bedeutet Festung am Hügelhang.

## Geographie

### Geographische Lage
Dunedin liegt im Südosten der Südinsel. Die Stadt verfügt über eine reine Landfläche von 3287 km² und zählte zum Census im Jahr 2013 120.249 Einwohner. Damit ist Dunedin flächenmäßig die zweitgrößte Stadt des Landes hinter Auckland, aber mit 36,6 Einwohner pro km² die Stadt mit der geringsten Bevölkerungsdichte aller Städte, die den Status einer City haben.

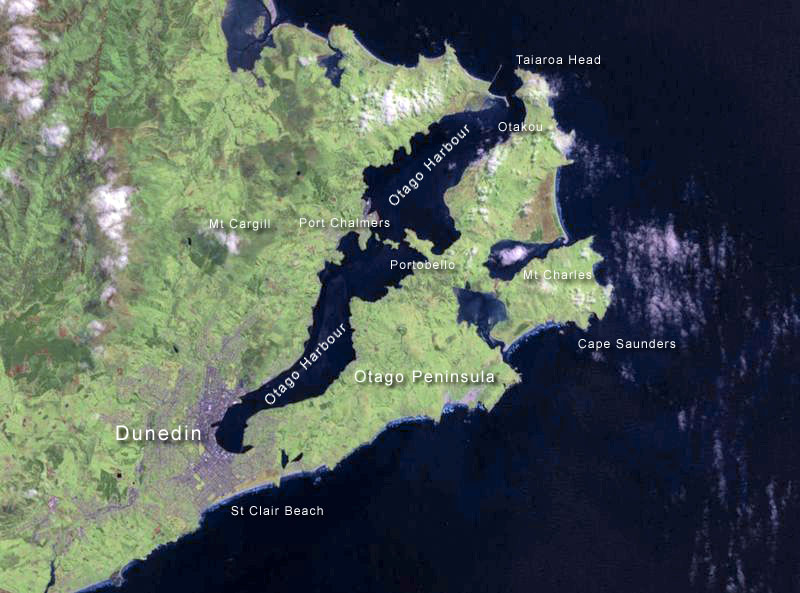
Dunedin, Otago Peninsula und Otago Harbour

Die Stadt wird im Süden vom Clutha District begrenzt, im Westen vom Central Otago District und im Norden vom Waitaki District. Die östliche Grenze der Stadt bildet die Küstenlinie zum Pazifischen Ozean.
Eingerahmt von einer Hügelkette liegt der Stadtkern direkt am Pazifischen Ozean und am Otago Harbour, einem Naturhafen der durch die Bildung der Otago Peninsula entstand. Westlich des Stadtkerns, dessen Zentrum das Octagon darstellt, reicht das Stadtgebiet in die Ökoregion Central Otagos hinein. Die höchste Erhebung Dunedins stellt der 767 m hohen Silver Peak dar. Nahe dem Stadtzentrum erhebt sich der 676 m hohen Mount Cargill. Quer durch das Stadtgebiet verläuft der Taieri River nach Süden und mündet am südöstlichen Rand des Stadtgebiets in den Pazifischen Ozean.
Nördlich befindet sich der Ortsteil Waitati.

### Geologie
Eingefügt in das erodierte Lavabett eines alten Vulkans, wird die Stadt Dunedin von einer reichhaltigen Folge vulkanischen, sedimentären und metamorphen Gesteinsarten umgeben. Das Stadtzentrum, am Südende des Otago Harbour gelegen, liegt auf einer Sandbank, die die Otago Peninsula zur Halbinsel werden ließ. Der Kern des Kraters befand sich im Bereich von Port Chalmers. Der damalige Lavastrom ergoss sich jeweils in Längsrichtung zu beiden Seiten des heutigen Otago Harbour und formte diesen aus. Aktiv vor etwa zehn bis 13 Millionen Jahren, ließ der Vulkan der Landschaft genügend Zeit durch Erosion sanfter und bewohnbar zu werden.

### Stadtgliederung
Das Stadtgebiet von Dunedin gliedert sich in:
Norden
Halfway Bush, Wakari, Helensburgh, Maori Hill, Kaikorai, Liberton, Dalmore, Mt. Mera, North East Valley, North Dunedin.
Westen
Brockville, Belleknowes, Roslyn, Mornington, Bradford, Kenmure, Balaclava, Burnside, Abbotsford, Sunnyvale, Green Island, Concord.
Süden
Caversham, Kew, St. Clair, St. Kilda, Mary Hill, South Dunedin, Tainui, Ocean View.
Osten
Kensington, Vauxhall, Anderson Bay, Shiel Hill, Waverly.

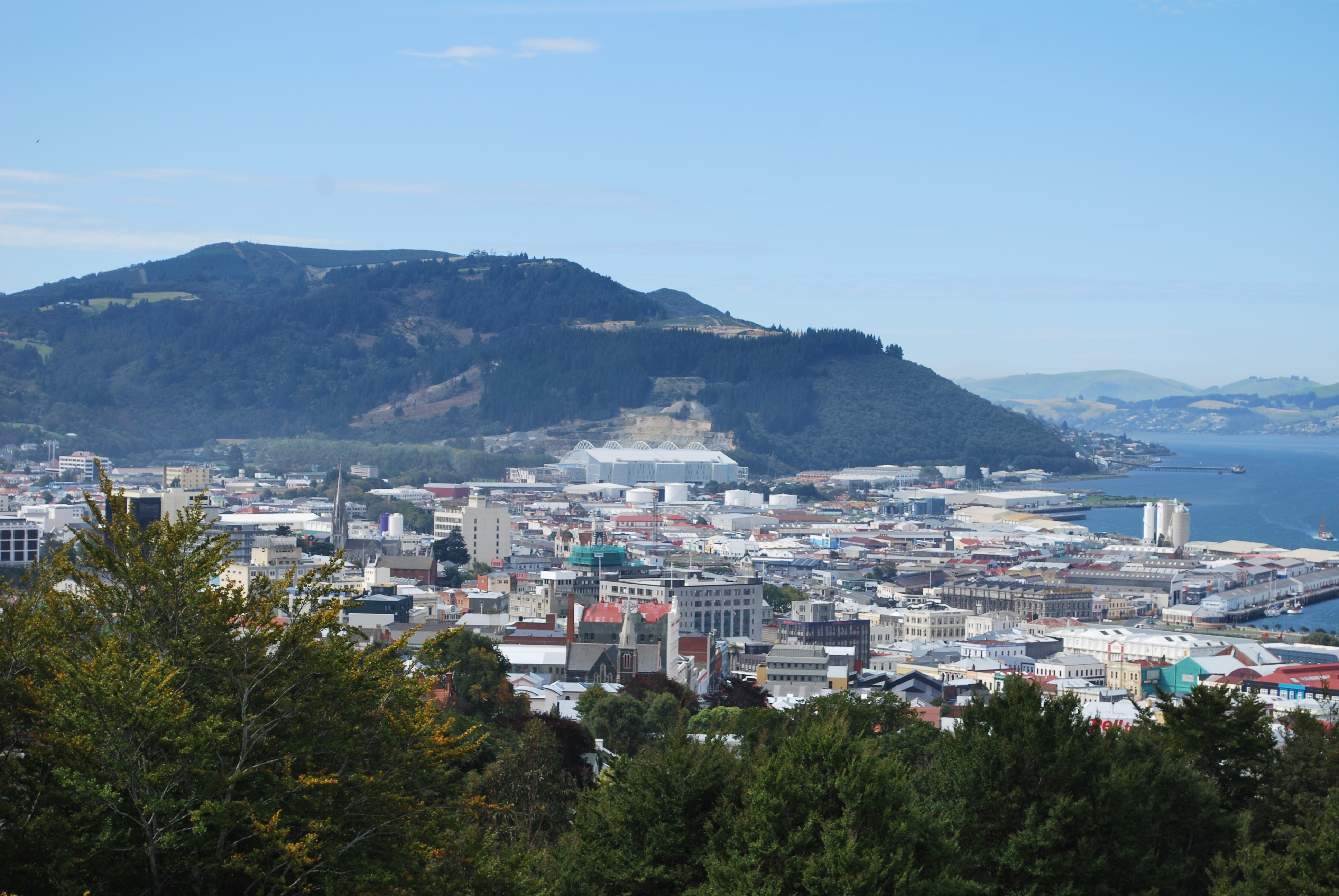
Blick auf das Stadtzentrum

Bedeutende Orte im Stadtgebiet außerhalb des Stadtzentrums von Dunedin sind Mosgiel, Middlemarch, Port Chalmers und Portobello.

### Klima
Dunedin liegt unter dem Einfluss von westlichen und nordöstlichen Winden. Während das Stadtzentrum und der westlich angrenzende Teil mit Niederschlägen zwischen 800 und 1000 mm pro Jahr zu rechnen hat, sind die umgebenden Teile des Stadtgebietes mit Werten zwischen 500 und 700 mm Niederschlag wesentlich trockener. Die durchschnittlichen Tagestemperaturen liegen im Sommer überall zwischen 17 °C und 19 °C, im Winter dagegen an der Küste und im Stadtzentrum um die 3 °C bis 5 °C, im westlichen Teil zwischen 0 °C und −2 °C. Die jährliche Sonnenscheindauer liegt im gesamten Stadtgebiet zwischen 1600 und 1700 Stunden.
|                       | Jan  | Feb  | Mär  | Apr  | Mai  | Jun  | Jul  | Aug  | Sep  | Okt  | Nov  | Dez  |   |       |
| Mittl. Tagesmax. (°C) | 18,9 | 18,5 | 17,3 | 15,3 | 12,7 | 10,6 | 10,0 | 11,2 | 13,2 | 14,7 | 16,1 | 17,3 | ⌀ | 14,6  |
| Mittl. Tagesmin. (°C) | 11,6 | 11,5 | 10,2 | 8,2  | 5,9  | 4,0  | 3,1  | 4,2  | 5,9  | 7,1  | 8,6  | 10,4 | ⌀ | 7,5   |
|                       |      |      |      |      |      |      |      |      |      |      |      |      |   |       |
| Niederschlag (mm)     | 72,9 | 67,8 | 64,0 | 50,9 | 64,9 | 57,9 | 57,1 | 55,7 | 48,3 | 61,7 | 56,4 | 80,2 | Σ | 737,8 |

| 11,6 |

| 11,5 |

| 10,2 |

| 8,2 |

| 5,9 |

| 4,0 |

| 3,1 |

| 4,2 |

| 5,9 |

| 7,1 |

| 8,6 |

| 10,4 |

| 11,6 |

| 11,5 |

| 10,2 |

| 8,2 |

| 5,9 |

| 4,0 |

| 3,1 |

| 4,2 |

| 5,9 |

| 7,1 |

| 8,6 |

| 10,4 |

| N i e d e r s c h l a g | 72,9 | 67,8 | 64,0 | 50,9 | 64,9 | 57,9 | 57,1 | 55,7 | 48,3 | 61,7 | 56,4 | 80,2 |
|                         | Jan  | Feb  | Mär  | Apr  | Mai  | Jun  | Jul  | Aug  | Sep  | Okt  | Nov  | Dez  |

## Geschichte

### Frühe Besiedlung

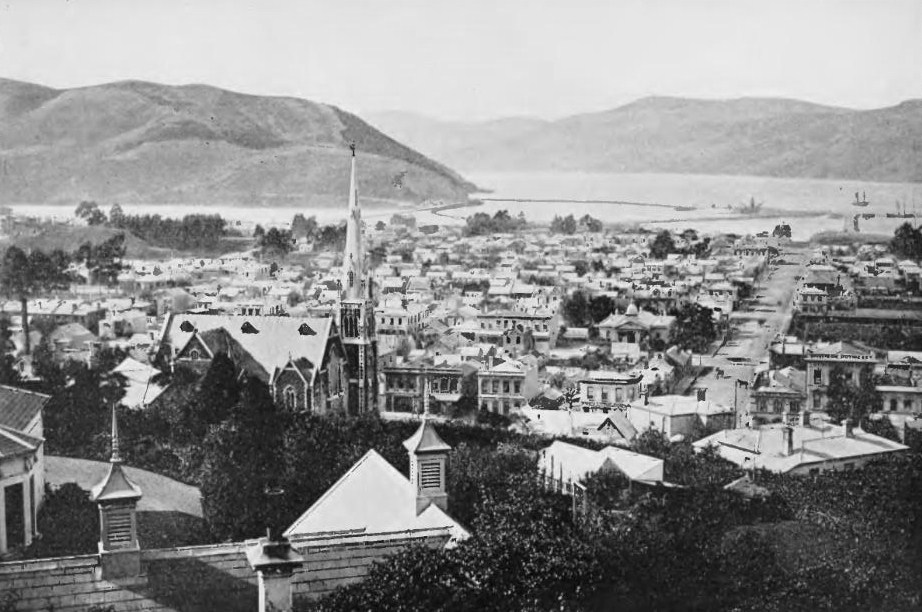
Dunedin im Jahre 1913

Die Archäologen datieren die erste Besiedlung der Otago Küstenregion um 1100 n. Chr. Es waren Polynesier, die die Küstenregionen erkundeten und schließlich dort siedelten. Sie bildeten eine eigene Kultur heraus und nannten sich Māori, was in der Bedeutung des Wortes soviel heißt wie natürlich, normal oder lokal. Als die Europäer nach Neuseeland kamen, gab es im Großraum des heutigen Dunedin erhebliche Spannungen zwischen Māori-Stämmen, im Wesentlichen zwischen den Ngāi Tahu und den Ngāti Toa. Diese Fehde eskalierte im frühen 19. Jahrhundert, was zu einer erheblichen Dezimierung der Bevölkerung führte. Des Weiteren brachten Krankheiten, eingeschleppt durch den Kontakt mit den Europäern, weitere Verluste in der Bevölkerung. In Ōtākou, einer historisch bedeutsamen Māori-Siedlung auf der Otago Peninsula, wurden um 1848 herum lediglich etwas mehr als 100 Einheimische vom Stamm der Ngai Tahu gezählt.

### Europäische Besiedlung
Dokumentiert ist der erste Besuch und Kontakt eines Europäers durch den Seefahrer und Entdecker James Cook im Frühjahr 1770. Er beschrieb einen sattelförmigen Hügel, der als Saddle Hill, westlich von Dunedin bekannt wurde, den Eingang zum Naturhafen Otago Harbour, eine exponierte Position der Otago Peninsula, die er nach Sir Charles Sounders, Cape Saunders benannte und erwähnte zudem die großen Seebärkolonien an der Küste.
Die ersten Europäer, die ihren Fuß an der Küste Otagos an Land setzten, waren dann auch Robben- und Walfänger, die von Australien um 1809 herum zur Jagd herüber kamen. Der Robbenjäger John Boultbee dokumentierte in den 1820er Jahren als erster die Siedlungen rund um den Otago Harbour. 1831 kamen die Gebrüder Weller aus Sydney und eröffneten eine Walfangstation im Otago Harbour. Auch nach ihrem Bankrott 1841 bestand der Robben- und Walfang noch bis ca. 1848 fort. Mit der Landung der ersten schottischen Siedler kann das Jahr 1848 als Wendepunkt von der Walfangzeit zur organisierten Besiedelung angenommen werden.

### Stadtgründung

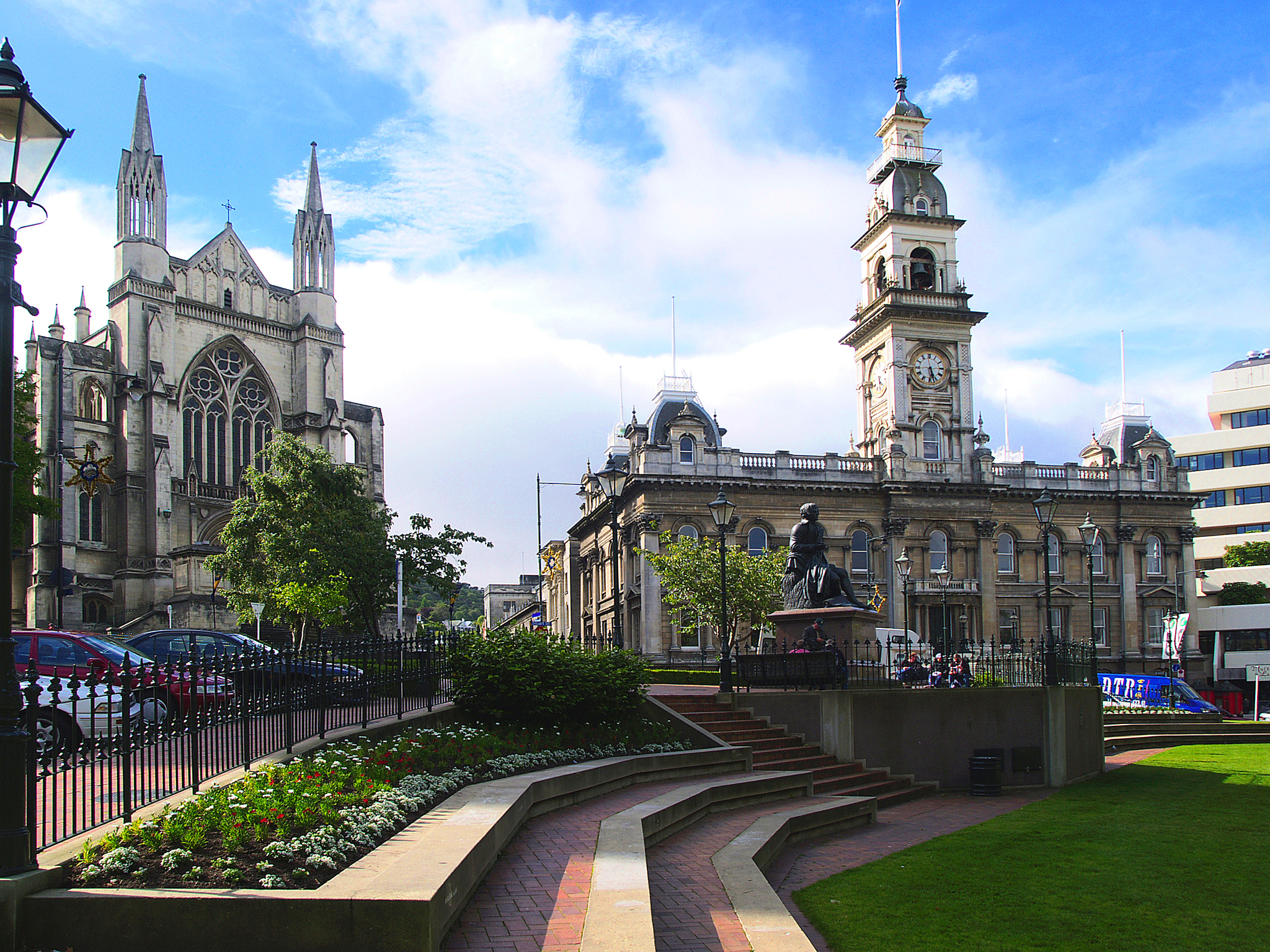
Rathaus von Dunedin und St Paul’s Cathedral

Im Spätherbst 1848 erreichten die ersten 347 schottischen Siedler, geführt von Reverend Thomas Burns und dem Kapitän William Cargill, Port Chalmers, benannt nach dem Mathematiker, Professor für Moralphilosophie und Führer der Free Church of Scotland, Thomas Chalmers. Ihr Ziel war die Gründung von New Edinburgh. Sie kamen mit zwei Schiffen, John Wickliffe und Philip Laing, voll beladen mit allem, was man für die erste Ansiedlung brauchte.
Nachdem sich in Schottland die Free Church of Scotland in der sogenannten „disruption“ von der Church of Scotland abgespalten hatte, gab es einen starken Drang, in einem neuen Land etwas Neues aufzubauen und freiheitlicher leben zu können. 1843 verließ so ein Drittel der Gläubigen die traditionelle Kirche Schottlands. Hinzu kamen schottische Auswanderer, die aus wirtschaftlichen Gründen in der Landwirtschaft und Viehzucht in dem „gelobten Land“ einen Neuanfang machen wollten.
Bereits am 26. April 1844 landete Frederick Tuckett in der Deborah Bay im Otago Harbour, mit dem Auftrag der New Zealand Company, eine geeignete Stelle für die Ansiedlung und Stadtgründung zu suchen. Im Juli kaufte er von den Māori 162 Hektar Land, den sogenannten Otago Block. Dieser erstreckte sich von der Nordspitze der Otago Peninsula bis 50 Meilen südwärts zum Nugget Point kurz hinter der Mündung des Clutha River/Mata-Au. Am 23. Februar 1846 kam Charles Henry Kettle, erstellte Pläne zur Gründung Port Chalmers und für die Siedlung Dunedin am Ende des Otago Harbour. Die Ansiedlung konnte nun beginnen.
Es gibt kaum publizierte Zahlen über das Bevölkerungswachstum dieser Zeit. Dunedin wurde aber schnell die größte und wichtigste Stadt des Südens und bereits 1852 die Hauptstadt der Provinz Otago.

### Einstmals reichste Stadt Neuseelands

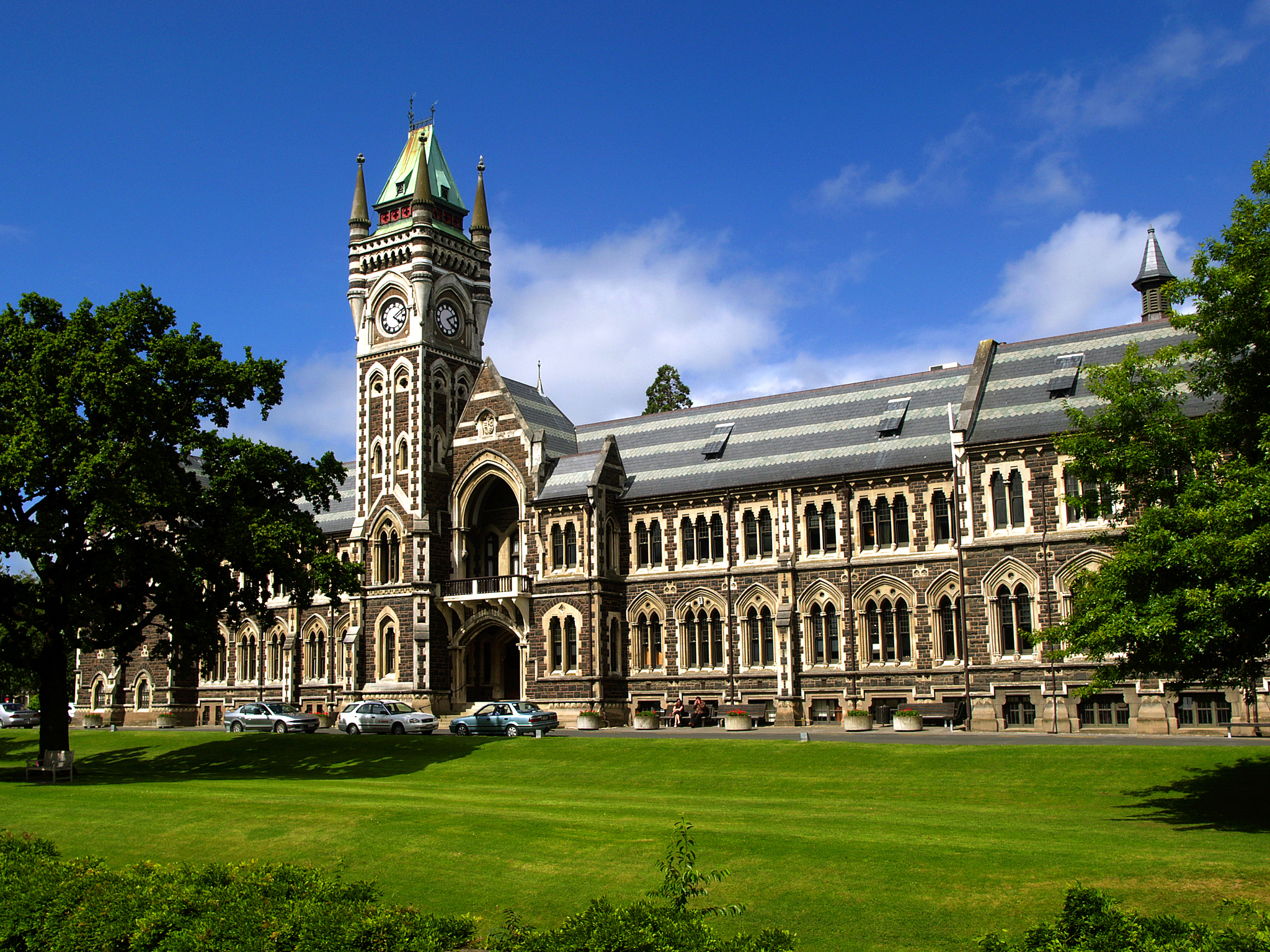
University of Otago

Es war der Australier Thomas Gabriel Read, dessen Goldfund 1861 den Goldrausch in Otago auslöste. Im August schürften bereits über 2000 Goldsucher in Gabriels Gully (Gabriels Ausgrabung) in Otago nach dem Edelmetall. Da alle Goldsucher über Dunedin anreisen mussten, entwickelte sich die Stadt schlagartig zum Umschlagplatz aller Waren und wurde somit der Lagerverwalter der Goldsucher. Die Menschen kamen aus allen Teilen der Welt. Da Goldsucher bereits in Australien tätig waren, kamen von dort auch die meisten nach Otago herüber. In den folgenden sechs Jahren kamen allein aus Australien über 50.000 Menschen, um ihr Glück zu machen. Dunedin wurde zum wichtigsten Handelsplatz Neuseelands und Ankunfts-, Abreise- und Aufenthaltsort für die vielen Reisenden. Nach einer polizeilichen Volkszählung im August 1864 zählte Dunedin bereits 15.790 Einwohner. Die Verwaltung der Stadt verstand es, aus dem Boom Geld zu machen, wogegen die Stadtentwicklung selbst dem Ansturm nicht gewachsten war. Viele Menschen lebten auf kleinstem Raum oder sogar in Zelten. Die Straßen und Wege, die Müllentsorgung und hygienischen Zustände waren katastrophal. „It is a dirty, muddy city with the worst-made streets …“ (Es ist eine schmutzige, schlammige Stadt mit den am schlechtesten gebauten Straßen…), wurde seinerzeit von einem Besucher Dunedins in Melbourne, Australien publiziert.
Die erste Kommunalwahl in Dunedin wurde am 22. Juli 1865 abgehalten. Von 3760 berechtigten Wählern gaben nur 1064 ihr Votum ab. Am 5. August 1865 trat der Board (Vorstand) erstmals zusammen. Damit war der erste Dunedin City Council gebildet und Dunedin konnte sich als die erste Stadt Neuseelands mit einer Selbstverwaltung bezeichnen. Die erste Tageszeitung Neuseelands, die Otago Daily Times, wurde mit Beginn des Goldrauschs gegründet und erschien zum ersten Mal am 15. November 1861.
1869 wurde die University of Otago, als die erste Universität Neuseelands ebenfalls in Dunedin gegründet. Der erste Studienjahrgang startete 1871 mit nur drei Professoren und 81 Studenten. Als erste Universität im gesamten Britischen Empire wurden auch Frauen zu allen Fächern zugelassen. Im September 1878 wurde die Bahnstrecke Lyttelton–Invercargill in dem Abschnitt zwischen Dunedin und Christchurch in Betrieb genommen, 1880 das im viktorianischen Stil erbaute Rathaus eingeweiht, das in etwas veränderter Form noch heute besteht.
1882 wurde in Dunedin die erste Kabelstraßenbahn (Cable Car) nach dem Vorbild derjenigen von San Francisco hinauf in den Stadtteil Roslyn gebaut und war damit die erste auf dem südlichen Teil des Globus überhaupt. Im selben Jahr wurde weltweit erstmals gefrorenes Fleisch per Schiff transportiert und zwar von Port Chalmers nach England. 1900 kamen die ersten Autos nach Dunedin. Die meisten waren aus USA importiert. Sie waren größer und hatten mehr Kopffreiheit für die Hüte tragenden Leute.

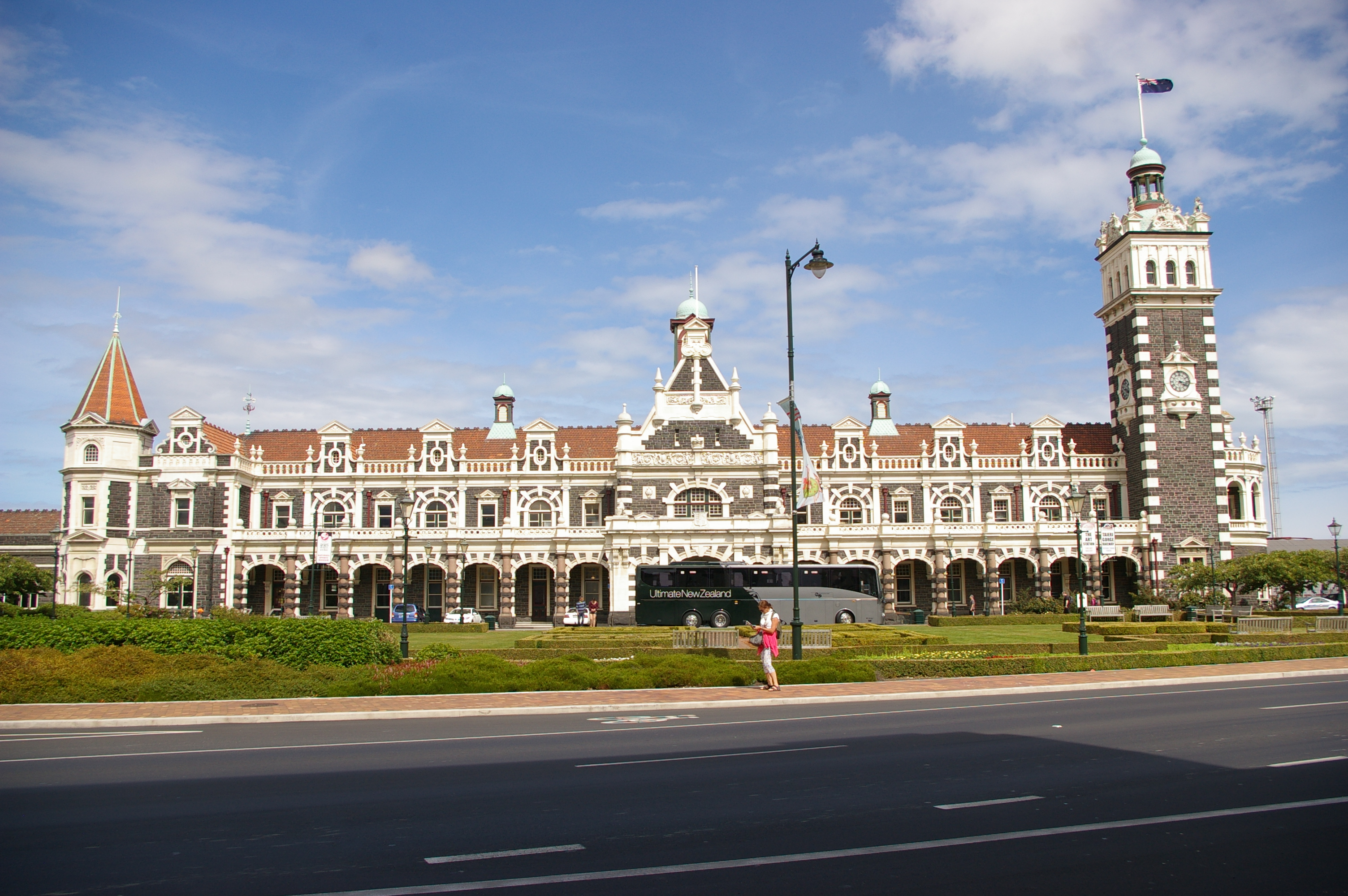
Bahnhofsgebäude Dunedin

1906 wurde der im flämischen Stil erbaute Bahnhof Dunedin seiner Bestimmung übergeben. Das Gebäude wurde als das wohl am meisten fotografierte historische Gebäude Neuseelands neben der alten Universität zum Wahrzeichen Dunedins.
Die Zeit vom Goldrausch bis zur Jahrhundertwende waren die erfolgreichsten Jahre Dunedins. Wichtige politische Beschlüsse führten zu weitreichenden Veränderungen und zu wirtschaftlichem und gesellschaftlichem Wachstum. Die Stadt wurde zum wirtschaftlichen und kulturellen Zentrum des Landes. Die größten neuseeländischen Firmen hatten hier ihren Hauptsitz. Dunedin war zur größten und reichsten Stadt des Landes geworden.
Der wirtschaftliche Absturz der Stadt kam mit dem technischen Wandel um die Wende ins 20. Jahrhundert und mit dem zurückgehenden Engagement der wirtschaftlichen Elite der Stadt. Viele der reich gewordenen Einwohner setzten sich zur Ruhe oder kehrten zurück nach Australien oder England. Mit dem wirtschaftlichen Wachstum der Nordinsel konnte Dunedin nicht mithalten. Auch verlegten für die Region bedeutsame Unternehmen wie Fletcher Building (damals noch Fletcher Holdings Group genannt) ihren Firmensitz nach Auckland. Mit dem Beginn der Weltwirtschaftskrise von 1929 verlor Dunedin wirtschaftlich weiter an Bedeutung.

### Gegenwart
Dunedin ist entsprechend seiner Einwohnerzahl die fünftgrößte Stadt des Landes, gilt aber politisch, wirtschaftlich und kulturell als die viertwichtigste Stadt Neuseelands hinter Auckland, Wellington und Christchurch und ist zugleich Hauptstadt der Region Otago. Wie jede große Stadt versucht auch Dunedin mit seinem Image zu punkten; es will „die freundlichste Stadt“ Neuseelands sein. Mit dem Slogan „I am Dunedin“ will man Identität und Selbstbewusstsein erzeugen und mit einem stringenten Marketing der Stadt eine neue, größere Bedeutung geben.
Dunedins ältester und wichtigster Wirtschaftszweig ist der Bildungssektor. Als einstmals größte und reichste Stadt des Landes hatte Dunedin die erste Universität im Land und brachte die erste täglich erscheinende Zeitung heraus, die Otago Daily Times. Mit der University of Otago, dem größten und wichtigsten Arbeitgeber der Stadt, und den verschiedenen High Schools und Colleges, beherbergt die Stadt jährlich rund 25.000 Studenten aller Bildungseinrichtungen. Die gut zahlenden internationalen Studenten bringen reichlich Geld in die Kassen der Stadt. Nach der Bildung stehen Forst- und Landwirtschaft auf Rang 2 und 3. Weiter an Bedeutung gewonnen hat der Hafen Port Chalmers und als neuester, vielversprechender Wirtschaftszweig wird die Modebranche gesehen. Produzierendes Gewerbe in großem Umfang gibt es nicht. Dafür steht der Tourismus auf der Liste der weiter wachsenden Branchen.
Trotz aller Bemühungen, Dunedin wirtschaftlich wieder auf die vordersten Plätze zu bekommen, liegt die Stadt nach dem durchschnittlichen Brutto-Einkommen ihrer Bürger, verglichen mit allen anderen Städten und Regionen, immer noch am unteren Ende der Skala.

## Bevölkerung

### Bevölkerungsentwicklung
Von den 120.249 Einwohnern der Stadt waren 2013 8865 Einwohner Māori-stämmig (7,4 %). Damit lebten 1,5 % der Māori-Bevölkerung des Landes in der Stadt. Das durchschnittliche Einkommen in der Bevölkerung lag 2013 bei 23.300 NZ$, gegenüber 28.500 NZ$ im Landesdurchschnitt.

### Herkunft und Sprachen
Die Frage nach der Zugehörigkeit einer ethnischen Gruppe beantworteten in der Volkszählung 2013 88,3 % mit Europäer zu sein, 7,7 % gaben an, Māori-Wurzeln zu haben, 2,5 % kamen von den Inseln des pazifischen Raums und 6,2 % stammten aus Asien (Mehrfachnennungen waren möglich). 18,1 % der Bevölkerung gab an, in Übersee geboren zu sein. 1,8 % der Bevölkerung sprachen Französisch als zweite Fremdsprache hinter Englisch. Die Maorische Sprache wurde von 15 % der Māori gesprochen.

## Politik

### Verwaltung
Als eine eigenständige Territorial Authority (Gebietskörperschaft) verfügt die Stadt über einen eigenen City Council (Stadtrat), der sich Dunedin City Council nennt.
Dunedin City ist nicht wie andere Städte und Distrikte Neuseelands in Wards unterteilt. Vierzehn Councillors (Ratsmitglieder) bilden zusammen mit dem Mayor (Bürgermeister) den City Council (Stadtrat). Der Bürgermeister und die Ratsmitglieder werden alle drei Jahre neu gewählt.

### Städtepartnerschaften
- Edinburgh, Schottland
- Portsmouth, Virginia, USA
- Otaru, Japan
- Shanghai, Volksrepublik China

## Infrastruktur

### Verkehr

#### Radverkehr
Die Stadt kann über zwei designierte Fahrrad Routen erreicht werden, die Dunedin mit nahe gelegenen Städtchen entlang der Küste verbindet. Von Norden her ab Karitane und von Süden ab Mosgiel. Das städtische Netz ist entlang den zwei Hauptverkehrsachsen, mit vom Straßenverkehr getrennter Fahrbahnen, angelegt. Es bestehen Pendler-Strecken in die Vororte North East Valley, Ravensbourne und in das Städtchen Port Chalmers.

#### Straßenverkehr
Verkehrstechnisch angeschlossen ist Dunedin durch den New Zealand State Highway 1, der von Südwesten als Southern Scenic Route kommend, die Stadt mit Invercargill im Süden und weiter nach Norden verlaufend mit Christchurch verbindet.

#### Schienenverkehr

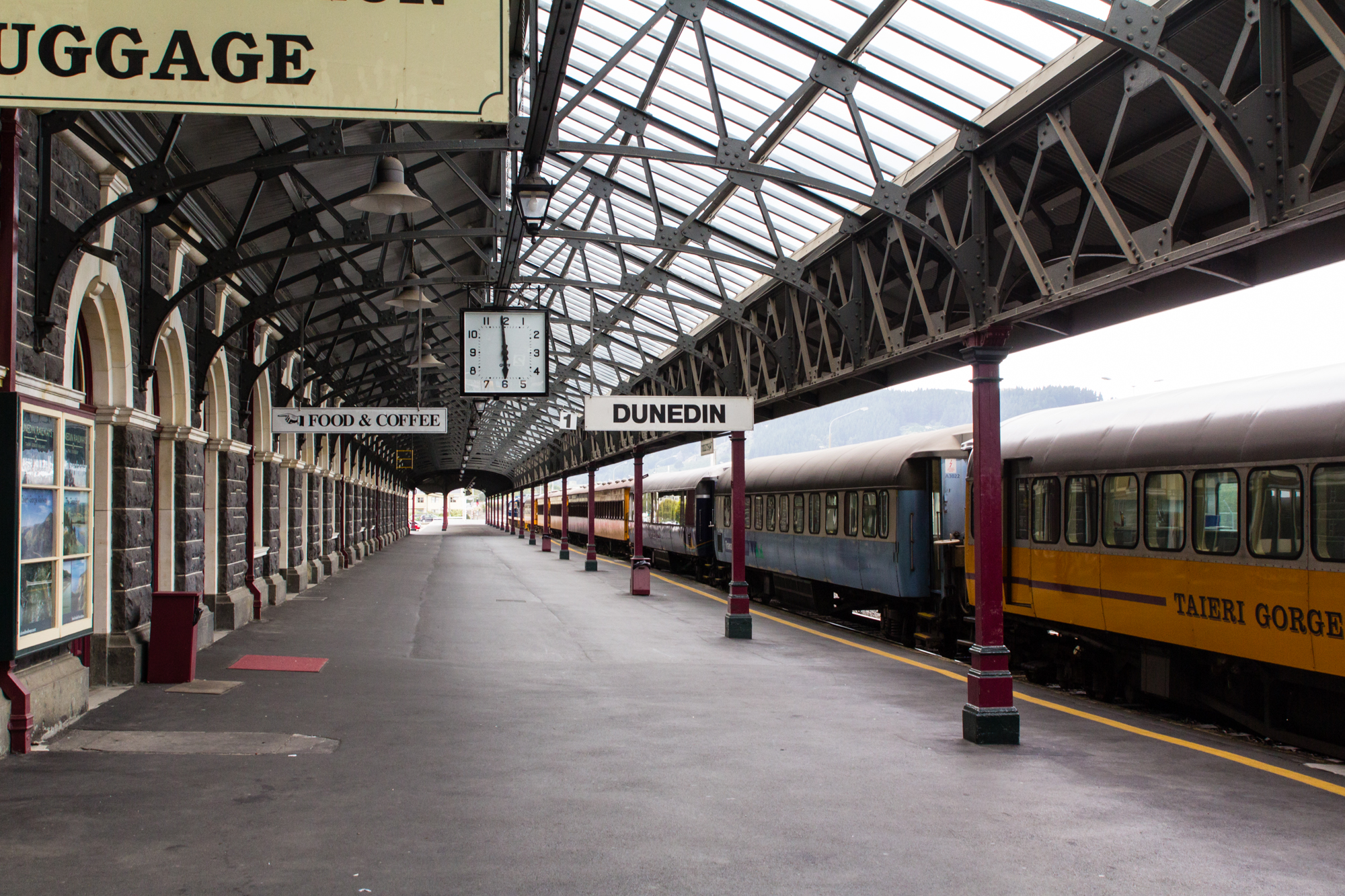
Innenansicht des Bahnhofs Dunedin

In der Geschichte des neuseeländischen Schienenverkehrs hatte die Stadt jahrzehntelang eine zentrale Bedeutung, die in der jüngeren Vergangenheit jedoch kontinuierlich abgenommen hat. Das hängt im Wesentlichen mit der Stilllegung des Otago Central Railway im Jahre 1990 und dem aus Wirtschaftlichkeitgründen eingestellten Personenverkehr auf der Bahnstrecke Lyttelton–Invercargill zusammen, wo bis zum Februar 2002 der Southerner verkehrte und so eine Verbindung mit Christchurch im Norden und Invercargill im Süden herstellte.
Den Teilabschnitt des alten Otago Central Railway bis Middlemarch nutzt nun der Taieri Gorge Railway, der die Schlucht des Taieri River mit zahlreichen Tunneln und Viadukten durchläuft und dabei vornehmlich eine Touristenattraktion darstellt. Auf der Strecke der Main South Line wird mit Ausnahme des Verbindungsstücks zwischen Dunedin und Palmerston, auf dem der Seasider ein- bis zweimal wöchentlich pendelt, momentan nur noch der Güterverkehr regelmäßig bewegt.

#### Luftverkehr
Über den Dunedin Airport, der sich rund 25 km westlich des Stadtzentrums in den Taieri Plains befindet, werden Flüge zu allen größeren Inlandsflughäfen abgewickelt und einige wenige Flüge von und nach Brisbane, Australien.

#### Schifffahrt
Der Seehafen der Stadt, durch den Dunedin mit allen Häfen der Welt verbunden ist, liegt bei Port Chalmers, einem Stadtteil außerhalb des Stadtzentrums. In dem Hafen werden nicht nur Güter umgeschlagen, sondern er dient auch Kreuzfahrtschiffen als Anleger, über den Touristen die Stadt und das Hinterland besuchen.

## Kultur
Dunedin wird gerne als schottisch geprägte Stadt dargestellt. Wenn man den einschlägigen Publikationen Glauben schenkt und das Zelebrieren schottischer Musik, schottischer Tänze und Märsche zu gegebenen Anlässen als Ausdruck des Schottischen ansieht, kann man durchaus diesen Eindruck bekommen. Doch spätestens seit dem Otago Gold Rush kamen Menschen aller Nationalitäten und Kulturen nach Dunedin und Otago und hinterließen ihren unverkennbaren Einfluss. Heute stellt sich Dunedin als weltoffene und multikulturelle Stadt dar.

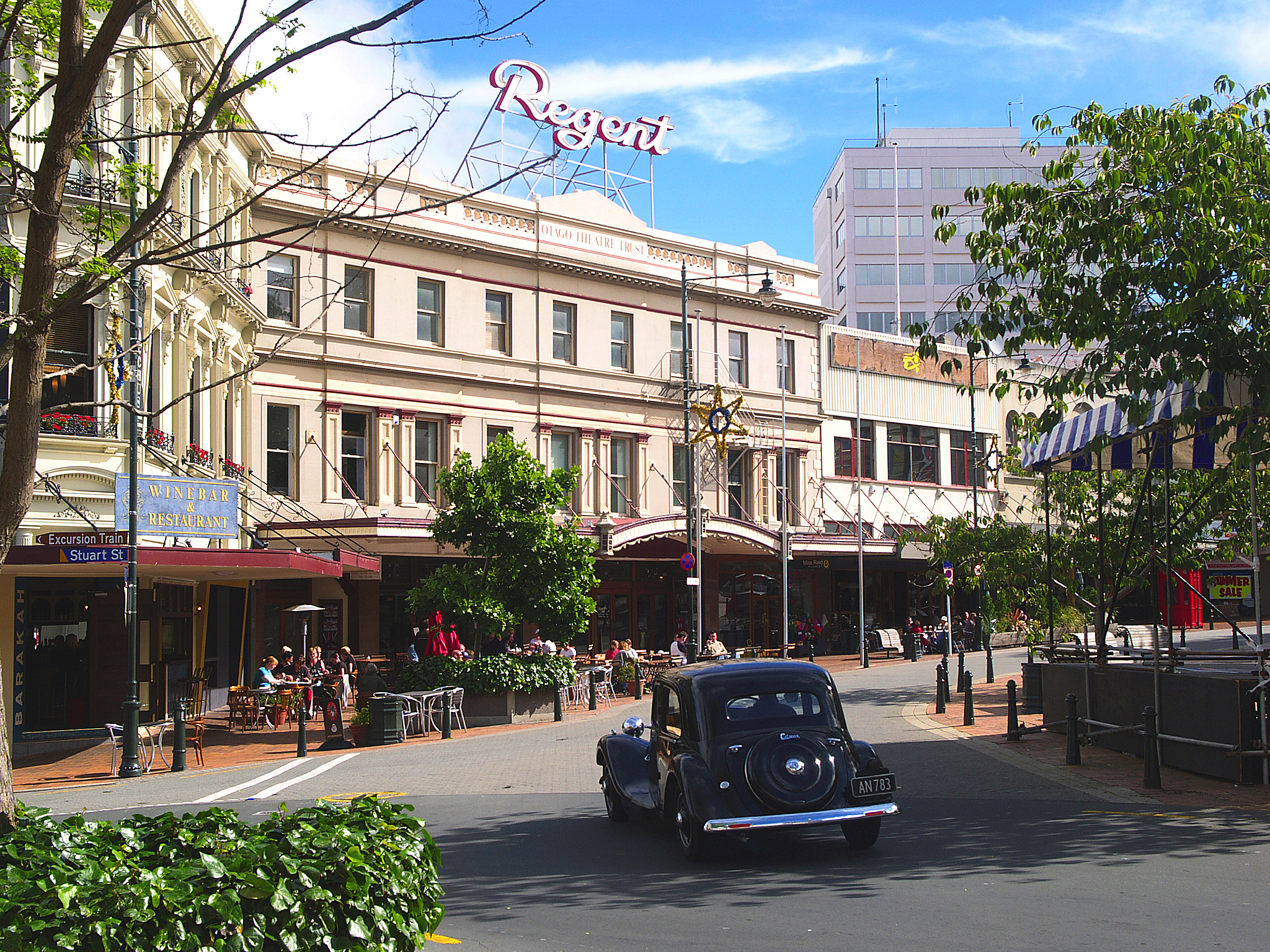
Regent Theatre, 1928 erbaut

Dunedin hat zwei Theater, das Fortune Theatre und das Regent Theatre, einen lokalen Fernsehsender (Channel 9) und eine Radiostation.

### Musik
In den 1980er Jahren kreierten eine Reihe von Pop-Bands aus der Stadt den Dunedin Sound, eine spezielle Form des Jangle-Pop im LoFi-Sound, der durch das neuseeländische Label Flying Nun Records weltweit verbreitet wurde und hauptsächlich in der nordamerikanischen und westeuropäischen Indie-Szene seine Anhänger fand. Die bekanntesten Bands des Dunedin-Sounds waren The Chills, The Clean, The Verlaines, The Bats, die Sneaky Feelings, die Straitjacket Fits und die Tall Dwarfs.

### Museen und Galerien
Dunedin besitzt für eine Stadt dieser Größenordnung zahlreiche Museen und Galerien. Das größte und wichtigste Museum, das Otago Museum bietet dem Besucher Einblicke in die Kultur, Geologie und Naturkunde der Region. In der Discovery World, welches dem Museum angegliedert ist, wird Wissenschaft speziell für junge Leute dargeboten und erfahrbar gemacht. Unter anderem können in einem dem tropischen Regenwald nachgebildeten Refugium hunderte von exotischen Schmetterlingen aus Asien und Ozeanien frei umherfliegend betrachtet werden.
Das Otago Settlers Museum, ein regionales Museum für Siedlungsgeschichte und Transportwesen, widmet sich der Zeit der Besiedlung Dunedins und Otagos.
Die Dunedin Public Art Gallery sammelt sowohl europäische Kunst seit dem 15. Jahrhundert, als auch japanische Drucke und Werke neuseeländischer Künstler. Aktuelle Ausstellungen geben Einblicke in die Kunstszenen aus Übersee.

### Sport
Am 17. Juni 1922 fand in Dunedin das erste Länderspiel der neuseeländischen Fußballnationalmannschaft statt. Die Nationalmannschaft spielte bisher fünfmal in Dunedin, zuletzt am 22. März 2013 im Forsyth Barr Stadium in der WM-Qualifikation gegen Neukaledonien. Dunedin ist die südlichste Stadt, in der bis dato ein Fußballländerspiel stattfand.
Dunedin war unter anderem einer der Austragungsorte bei der Rugby-Union-Weltmeisterschaft 1987, dem Cricket World Cup 1992, der Rugby-Union-Weltmeisterschaft 2011 und dem Cricket World Cup 2015.

### Sehenswürdigkeiten

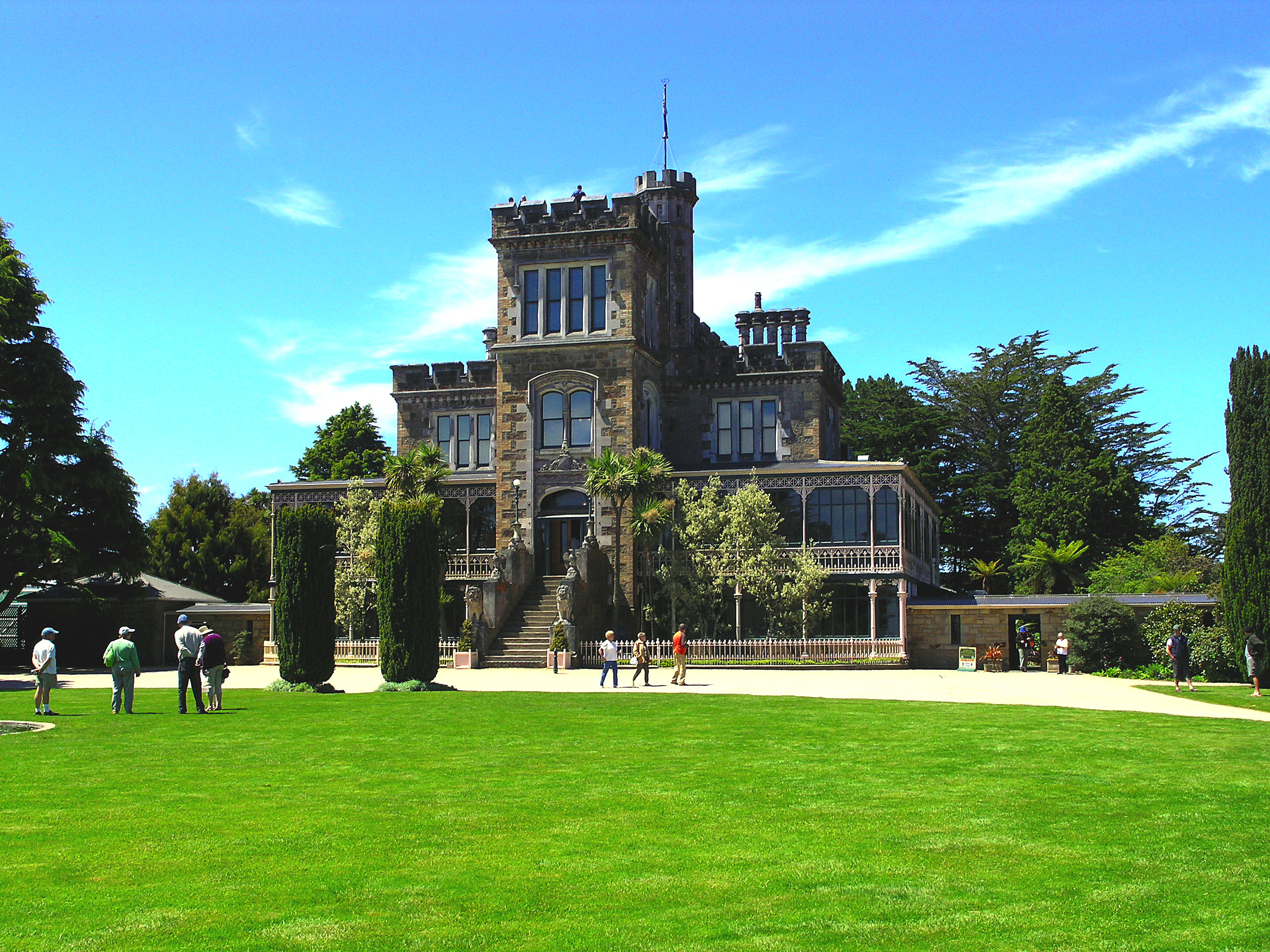
Larnach Castle, Otago Peninsula, Dunedin, 1871 erbaut

- Das 1871 erbaute Larnach Castle wird gerne als das „einzige Schloss Neuseelands“ bezeichnet. Es wurde von dem Bankier und Politiker William Larnach für seine Frau gebaut.
- Die älteste erhaltene Kirche in Dunedin und Umgebung ist die First Church of Otago. Die Kirche wurde 1873 eingeweiht.[10] Die meisten Touristen kennen jedoch nur die neben dem Rathaus am Octagon stehende St Paul’s Cathedral. In ihrer heutigen Form wurde sie zwischen 1915 und 1919 erbaut, nachdem ein Vorgängerbau von 1863 sich als nicht genügend stand- und wetterfest erwiesen hatte.[11]
- Die römisch-katholische St. Joseph’s Cathedral im neugotischen Stil wurde nach langer Bauzeit 1886 geweiht.
- Die Dunedin Railway Station ist das historische Gebäude Dunedins, das auf jedem Besucherprogramm steht und wohl schon millionenfach fotografiert wurde. Der 1906 errichtete Repräsentationsbau, der einmal im Jahr zum Laufsteg für die größte Modenschau der Region wird, beherbergt heute die Betriebsräume der Taieri Gorge Railway, ein Restaurant, eine Galerie sowie die New Zealand Sports Hall of Fame.
- Cadburyworld war eine Schokoladenfabrik, die besichtigt werden konnte, wurde in 2018 aber geschlossen. Die Brauerei Speight’s betreibt ein kleines Museum und bietet damit ebenfalls Einblick in ihren Betrieb. Olveston war das Haus einer wohlhabenden Familie von 1906 und kann im Rahmen geführter Touren besucht werden.

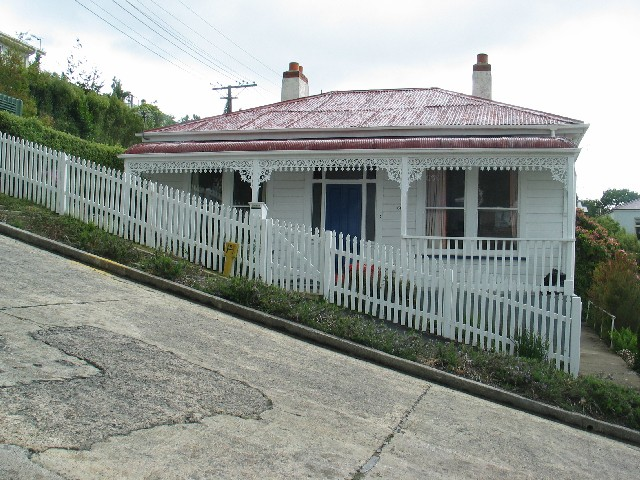
Ein Haus an der Baldwin Street

- Dunedin ist auch als Zentrum des Ökotourismus bekannt. Als sehenswert gilt die einzige kontinentale Königsalbatroskolonie der Welt am Taiaroa Head auf der vorgelagerten Halbinsel Otago Peninsula. Die Königsalbatrosse (wissenschaftlich Diomedea epomophora, auf Englisch Royal Albatross, auf Māori Toroa) erreichen eine Flügelspannweite von bis zu über drei Metern.
- Weitere Attraktionen der Stadt sind die Seebären- und Pinguinkolonien, unter denen sich auch die seltenen Gelbaugenpinguine (wissenschaftlich Megadyptes antipodes, auf Englisch Yellow-eyed Penguin, in Māori Hoiho) befinden. Mit einer nur noch 4500 Tiere zählenden Gesamtpopulation gelten diese Tiere als vom Aussterben bedroht.
- Unter der Kategorie „Witziges“ stellt Dunedin gerne die Baldwin Street im Nordteil der Stadt zur Schau, die bis 2019 im Guinness-Buch der Rekorde als steilste Straße der Welt geführt wurde. Da Asphalt wegen des starken Gefälles (Verhältnis 1:2,86 oder 35 %) abrutschen würde, wurde die Straße mit Betonplatten gepflastert. Einmal im Jahr im Februar sorgt das Baldwin Street Gutbuster Rennen mit rund 1000 meist jungen Wettbewerbern für großen Spaß.

## Persönlichkeiten
- Catherine Fulton (1829–1919), Frauenrechtlerin, Sozialreformerin und Philanthropin
- Bendix Hallenstein (1835–1905), deutschstämmiger Kaufmann, Fabrikant und Politiker
- Lizzie Frost Rattray (1855–1931), Suffragette und Journalistin
- Anna Stout (1858–1931), Suffragette und Frauenrechtlerin
- Mary Isabel Fraser (1863–1942), Schuldirektorin und Pädagogin, brachte die Kiwifrucht nach Neuseeland
- Grace Joel (1865–1924), Malerin
- Frances Hodgkins (1869–1947), Malerin
- Elizabeth Gunn (1879–1963), Schul- und Militärärztin, Gründerin eines Gesundheitslagers und Verwalterin des öffentlichen Gesundheitswesens
- Ada Gertrude Paterson (1880–1937), Schulärztin und Direktorin der School Hygiene Devision des Department of Health
- Maud Winifred Sherwood (1880–1956), neuseeländisch-australische Malerin
- Charles Wheeler (1880–1977), neuseeländisch-australischer Maler
- Ellen von Meyern (1883–1912), Malerin
- Michael Thomas McGillion (1885–1962), Segelmacher, Heizer und Schauermann sowie Expeditionsteilnehmer in die Antarktis
- Mary Louise Roberts (1886–1968), Physiotherapeutin und Bergsteigerin
- Mary Dreaver (1887–1961), neuseeländische Klavierlehrerin, Frauenrechtlerin und Politikerin der New Zealand Labour Party
- Eileen Fairbairn (1893–1981), Lehrerin und Geografin
- Warwick Braithwaite (1896–1971), Dirigent
- John Buckland Wright (1897–1954), britischer Grafiker, Maler und Zeichner
- Eric Arthur (1898–1982), kanadischer Architekt
- Elizabeth Gregory (1901–1983), Professorin für Hauswirtschaftslehre
- Ella Campbell (1910–2003), Botanikerin und Bryologin
- Betty Batham (1917–1974), Meeresbiologin und Hochschullehrerin
- Robert Graham Wade (1921–2008), britischer Schachspieler
- Harold Nelson (1923–2011), Langstreckenläufer
- Janet Frame (1924–2004), Schriftstellerin
- Yvette Winifred Williams (1929–2019), Leichtathletin
- Jean Hurring (1930–2020), Schwimmerin
- Jan Anderson (1932–2015), Biochemikerin und Hochschullehrerin
- Alison Roxburgh (1934–2020), Hochschullehrerin und Frauenrechtlerin
- Roy Williams (* 1934), Zehnkämpfer
- Margaret Ann Chapman (1937–2009), Limnologin und Hochschullehrerin
- Robin Tait (1940–1984), Diskuswerfer und Kugelstoßer
- Colin David Campbell (* 1941), römisch-katholischer Geistlicher, Bischof von Dunedin 2004–2018
- Roger Johnson (* 1943), Leichtathlet und Wirtschaftswissenschaftler
- Peter Welsh (* 1943), Hindernisläufer
- Jeanette Fitzsimons (1945–2020), Politikerin und Umweltschützerin
- Juliet Marillier (* 1948), Autorin
- Frank Oliver (1948–2014), Rugby-Union-Spieler und -Trainer
- R. Ewan Fordyce (1956–2023), Paläontologe und Cetologe
- Ngila Dickson (* 1958), Kostümbildnerin
- Janet Shearer (* 1958), Seglerin
- Steve Hansen (* 1959), Rugby-Union-Spieler und -Trainer
- Michael Woodhouse (* 1965), Politiker
- Matthias Hubrich (* 1966), Skirennläufer
- Jenny Armstrong (* 1970), Seglerin
- Glen Thomson (* 1973), Radrennfahrer
- Rob Knight (* 1976), Biologe
- Greg Henderson (* 1978), Radrennfahrer
- Alison Shanks (* 1982), Radrennfahrerin
- Andrew Boyens (* 1983), Fußballspieler
- Katey Martin (* 1985), Cricketspielerin
- Hamish Bond (* 1986), Ruderer
- Suzie Bates (* 1987), Cricketspielerin
- Mitchell Brown (* 1987), Snowboarder
- Adam Stewart (* 1987), Bahnradsportler
- Kelly Brazier (* 1989), Rugbyspielerin
- Hamish Rutherford (* 1989), Cricketspieler
- Nicole Bradley (* 1992), Hammerwerferin
- Finn Butcher (* 1995), Kanute
- Hamish Kerr (* 1996), Hochspringer
- Joe Orr (* 1996), Eishockeyspieler
- Eden Carson (* 2001), Cricketspielerin
- Erika Fairweather (* 2003), Schwimmerin
- Luca Harrington (* 2004), Freestyle-Skier
- Campbell Melville Ives (* 2006), Snowboarder
- Finley Melville Ives (* 2006), Freestyle-Skier